# Cynoglossum coeruleum
Cynoglossum coeruleum är en strävbladig växtart. Cynoglossum coeruleum ingår i släktet hundtungor, och familjen strävbladiga växter.

## Underarter
Arten delas in i följande underarter:
- C. c. coeruleum
- C. c. geometricum
- C. c. johnstonii
- C. c. kenyense
- C. c. latifolium
- C. c. hedbergiorum